# Такаги, Рэни
Рэни Такаги (яп. 高城 れに Такаги Рэни, род. 21 июня 1993, префектура Канагава) — японский идол, певица и актриса.
Наиболее известна как участница гёрл-группы Momoiro Clover Z. Ранее являлась лидером группы, её цвет в Momoiro Clover — фиолетовый. Она самая старшая участница группы.
В апреле 2012 Рэни Такаги стала также работать диджеем в своей собственной радиопрограмме под названием Takagi Reni no King of Rock.
Вышедший 2 января 2014 года мук (гибрид журнала и книги) Momoiro Clover Z Sekinin Henshū Momoclo Pia Vol. 2 анонсировал, что Рэни даст сольный концерт. Это будет первый сольный концерт участницы группы Momoiro Clover в истории. Дата и место проведения пока не выбраны.

## Фильмография

### Кинофильмы
- Shirome (яп. シロメ) (фильм ужасов, 13 августа 2010 г.; вышел на DVD 24 сентября 2010 г.)
- Ninifuni (яп. NINIFUNI) (4 февраля 2012 г., вышел на DVD 21 декабря 2012 г.)

### Видеоклипы
- Little by Little (яп. little by little) — «Pray» (2008)
- Bourbonz (яп. バーボンズ) —
«Autumn» (яп. autumn) (2008)
«Yukiguni» (яп. 雪国) (2008)
«Kizuna» (яп. 絆) (2009)